# Henri Caïn
Henri Caïn (Parigi, 11 ottobre 1857 – 21 novembre 1937) è stato un drammaturgo e librettista francese.

## Biografia
Dal 1893 alla morte scrisse più di quaranta libretti, per molti dei più importanti compositori della Belle Époque.
Era figlio dello scultore Auguste Cain e fratello del pittore Georges Cain. Fu marito del soprano Julia Guiraudon.
Intimo di Edouard de La Gandara (l'attore che si faceva chiamare Jean Dara quando lavorava con Sarah Bernhardt), Henri Caïn fu un ammiratore di numerosi importanti pittori e scultori della sua epoca, come Antonio de La Gandara  e Jean Carriès.

## Opere e balletti su libretto di  Caïn
- Benjamin Godard

La vivandière (1893)
- Jules Massenet

La Navarraise (1894)
Sapho (1897)
Cendrillon (1899)
Cigale, balletto (1904)
Chérubin (1905)
Don Quichotte (1910)
Roma (1912)
- Camille Erlanger

Le juif polonais (1900),
Bacchus triomphant (1909)
- André Messager

Une aventure de la Guimard, balletto in un atto (1900)
- Charles-Marie Widor

Les pêcheurs de Saint-Jean (1906)
- Umberto Giordano

Marcella (1909)
- Henry Février

Agnès dame galante (1912)
Carmosine (1913)
Gismonda (1919)
- Franco Alfano

Cyrano di Bergerac (1936)
- Jean Nouguès

Quo Vadis